# Soust
Le Soust est un affluent gauche du gave de Pau, confluant à Pau, entre le Luz et le Neez.

## Étymologie
Le nom du Soust, qui évoque ceux de Sos, Sost ou Soustons, résiste à l'analyse.

## Géographie
Le Soust naît à l'est de Meyracq, puis s'écoule vers le nord pour rejoindre la ville de Pau.

## Département et communes traversés
Pyrénées-Atlantiques : Bosdarros, Gelos.